# Юліус Амброс
Ю́ліус Амбро́с  (*13 квітня 1885 — †22 травня 1925) — чеський адвокат, автор спеціальних статей (наприклад про земельну реформу), письменник і меценат образотворчого мистецтва. Велику частину свого маєтку виділив на розвиток Галереї мистецтва в Оломоуці.